# Ulinia
Ulinia (kaszb. Ùlëniô lub też Ùlënié, niem. Uhlingen) – osada w Polsce, położona w województwie pomorskim, w powiecie lęborskim, w gminie Wicko. Wchodzi w skład sołectwa Sarbsk.
W latach 1975–1998 osada administracyjnie należała do województwa słupskiego.
W kierunku północnym od Ulini (nad Bałtykiem) znajduje się rezerwat przyrody rezerwat przyrody Mierzeja Sarbska. Kilkaset metrów od brzegu spoczywa wrak duńskiego statku West Star. Ugrzązł on tam w latach 70. Obecnie widoczny jest tylko jeden maszt. Jeszcze w 2013 roku widać było dwa maszty, lecz jeden z nich został zabrany przez orkan Ksawery.
W ciągu ostatnich lat w Ulini dokonała się swoista metamorfoza: z leżącej na uboczu wioski powstała miejscowość wypoczynkowo-letniskowa z ciągle rozwijaną infrastrukturą turystyczną.

## Integralne części osady do 2024 r.
| SIMC    | Nazwa   | Rodzaj     |
| ------- | ------- | ---------- |
| 0752728 | Dymnica | przysiółek |

## Historia
Na południe od Ulini, od roku 1943 do początku marca 1945, funkcjonowała niemiecka kompania radiolokacji i naprowadzania lotnictwa myśliwskiego o kryptonimie "Leopard". Na swoim wyposażeniu posiadała, od 2. połowy 1944, radar dalekiego zasięgu Wassermann M IV, ulokowany w sąsiedztwie wzniesienia pod Bargędzinem (95 m n.p.m.), z imponującą anteną o wysokości 50 metrów, który swym zasięgiem był w stanie wykryć alianckie bombowce z odległości sięgającej 300 kilometrów.

## Zabytki
Według rejestru zabytków NID na listę zabytków wpisany jest zespół pałacowy, 1924, nr rej.: A-1491 z 18.11.1994: pałac i park.